# 格倫洛克 (堪薩斯州)
格倫洛克（英語：Glenlock）為位在美國堪薩斯州安德森縣的非建制地區。

## 歷史
格倫洛克境內的郵政局於1887年設立，原稱格倫洛奇（Glenloch），其後更名，1913年結束營運。